# Nezperce
La ville de Nezperce est le siège du comté de Lewis, situé dans l'Idaho, aux États-Unis.